# Tonganosaurus
Tonganosaurus hei is een plantenetende sauropode dinosauriër behorend tot de groep van de Eusauropoda, die tijdens het vroege Jura leefde in het gebied van de huidige Volksrepubliek China.

## Naamgeving en vondst
De soort is in 2010 benoemd en beschreven door Li Kui, Yang Chunyan, Liu Jian en Wang Zhengxin. De geslachtsnaam verwijst naar de vindplaats, bij de stad Tong'an in Sichuan. De soortaanduiding eert de overleden paleontoloog He Xinlu.
Het fossiel, holotype MCDUT 14454, is aangetroffen in de Yimenformatie in het zuiden van Sichuan. De datering van de formatie is onzeker. Het bestaat uit een gedeeltelijk skelet zonder schedel of onderkaken. De resten omvatten twintig wervels, tien gedeeltelijke doornuitsteeksels, ribfragmenten, een complete rechterschoudergordel en de onderkant van een linkerschouderblad, twee zitbeenderen, een rechterachterpoot, de uiteinden van een linkerdijbeen, het eerste, tweede, derde en vijfde rechtermiddenvoetsbeen en een rechterteenklauw.

## Beschrijving
Tonganosaurus is een vrij kleine sauropode met een lichaamslengte van twaalf meter. Het opperarmbeen heeft een lengte van 628 millimeter, het dijbeen van 84 centimeter.
Volgens de beschrijvers onderscheidt de soort zich door verschillende kenmerken. Alle presacrale wervels zijn gepneumatiseerd, doortrokken van luchtholten. De oppervlaktetextuur van het bot is massief. De pleurocoelen, uithollingen aan de zijkanten, zijn groot en diep. De halswervels zijn slank gebouwd met een kiel op de onderkant. De achterste halswervels hebben welgevormde laminae en uithollingen. Ook de ruggenwervels hebben welgevormde laminae en pleurocoelen. De halswervels en voorste ruggenwervels zijn opisthocoel, bol van voren en hol van achteren; de middelste ruggenwervels zijn platycoel, met afgevlakte uiteinden van de wervelcentra; de achterste ruggenwervels en voorste staartwervels zijn amficoel: aan beide zijden hol. Ondanks de pneumatisering zijn de wervelcentra vrij massief zonder langwerpige holten. De lente van de voorpoot is 80% van die van de achterpoot. Het opperarmbeen is recht en robuust gebouwd en heeft een welgevormde deltopectorale kam. Ook het dijbeen is recht en robuust met een duidelijke vierde trochanter op de achterzijde, het aanhechtingspunt voor de staartspieren.
De beschrijvers gaven nog verschillende details van de bouw. De halswervels hebben lage doornuitsteeksels en eenvoudig gevormde pleurocoelen. De ruggenwervels hebben hogere rechthoekige doornuitsteeksels en ingewikkelder laminae met diepere pleurocoelen. De ruggenwervels zijn sterk spoelvormig. De doornuitsteeksels van de staartwervels staan midden op de centra en zijn iets naar achteren gericht en van boven afgerond.

## Fylogenie
Wegens een gelijkenis tussen de wervels van Tonganosaurus en die van Omeisaurus, is Tonganosaurus door de beschrijvers in de Mamenchisauridae geplaatst, in een vermoedelijk meer basale positie. Een exacte kladistische analyse is niet uitgvoerd.